# Championnat de France féminin de football de deuxième division 2004-2005
Navigation
Édition précédente Édition suivante
La Division 2 2004-2005  est la 17e édition du championnat de France féminin de football de seconde division. 
Le deuxième niveau du championnat féminin oppose vingt clubs français répartis en deux groupes de dix clubs, en une série de dix-huit rencontres jouées durant la saison de football. En fin de saison, les deux meilleures équipes de chaque groupe s'affrontent lors d'un tournoi final, où chaque équipe affronte une seule fois les trois autres.
Les deux clubs finissant aux premières places du tournoi final montent en Division 1 lors de la saison suivante alors que les deux derniers clubs de chaque groupe sont relégués en Division 3.
Lors de l'exercice précédent, l'US Compiègne et l'ESOFV La Roche-sur-Yon ont été relégués après avoir fini aux deux dernières places de première division. Le Mans UC, le Limoges LF, le VGA Saint-Maur et le Celtic de Marseille ont, quant à eux, gagné le droit d'évoluer dans ce championnat après avoir remporté le tournoi final de troisième division. 
La compétition est remportée par l'ESOFV La Roche-sur-Yon qui est promu en compagnie de l'US Compiègne. Dans le bas du classement, l'AS Montigny, le FCF Valence, l'US Orléans et l'AS Saint-Quentin sont relégués en troisième division.

## Participants
Ce tableau présente les vingt équipes qualifiées pour disputer le championnat 2004-2005. On y trouve le nom des clubs, la date de création du club, l'année de la dernière accession à cette division, leur classement de la saison précédente, le nom des stades ainsi que la capacité de ces derniers.
Le championnat comprend deux groupes de dix équipes.
Légende des couleurs
- Relégué de Division 1.
- Promu de Division 3.

| \| ESOFV La Roche-sur-Yon Tours FC Stade quimperois ES Cormelles-le-Royal AS Saint-Quentin Évreux ACF Saint-Herblain OC AS Montigny Le Mans UC Limoges LF \| Localisation des clubs engagés dans le groupe A du championnat. |
| ESOFV La Roche-sur-Yon Tours FC Stade quimperois ES Cormelles-le-Royal AS Saint-Quentin Évreux ACF Saint-Herblain OC AS Montigny Le Mans UC Limoges LF                                                                       |

| Nom du club            | Date de création | Dernière accession | Classement 2003-2004 | Stade                          | Capacité |
| ---------------------- | ---------------- | ------------------ | -------------------- | ------------------------------ | -------- |
| ESOFV La Roche-sur-Yon | 1978             | 2004               | D1                   | Stade de Saint-André           | 1 800    |
| Tours FC               | -                | 2002               | 1 (Gr A)             | Stade de la Vallée du Cher (A) | -        |
| Stade quimperois       | 1971             | 2003               | 3 (Gr A)             | Stade de Kerhuel               | 2 040    |
| ES Cormelles-le-Royal  | 1992             | 2001               | 4 (Gr A)             | Stade Municipal                | -        |
| AS Saint-Quentin       | 1980             | 1999               | 5 (Gr A)             | Stade Philippe Roth            | -        |
| Évreux ACF             | 1997             | 2000               | 6 (Gr A)             | Stade du 14 juillet            | 200      |
| Saint-Herblain OC      | 1973             | 2003               | 7 (Gr A)             | Stade Val de Chézine           | 300      |
| AS Montigny            | 1985             | 2003               | 8 (Gr A)             | Centre sportif de la Couldre   | 900      |
| Le Mans UC             | 1983             | 2004               | D3                   | Stade Léon-Bollée (Annexe)     | 4 000    |
| Limoges LF             | 1965             | 2004               | D3                   | Stade du Mas Loge              | -        |

| \| US Compiègne CS Mars Bischheim FCF Monteux Entente Saint-Maurice Yssingeaux FCF Valence COM Bagneux FCF Lioujas US Orléans Celtic de Marseille VGA Saint-Maur \| Localisation des clubs engagés dans le groupe B du championnat. |
| US Compiègne CS Mars Bischheim FCF Monteux Entente Saint-Maurice Yssingeaux FCF Valence COM Bagneux FCF Lioujas US Orléans Celtic de Marseille VGA Saint-Maur                                                                       |

| Nom du club                      | Date de création | Dernière accession | Classement 2003-2004 | Stade                | Capacité |
| -------------------------------- | ---------------- | ------------------ | -------------------- | -------------------- | -------- |
| US Compiègne                     | 1988             | 2004               | D1                   | Stade de Mercières   | -        |
| CS Mars Bischheim                | 2004             | 2004               | 2 (Gr B)             | Stade de Mars        | -        |
| FCF Monteux                      | 1981             | 1997               | 3 (Gr B)             | Stade Bertier        | -        |
| Entente Saint-Maurice Yssingeaux | -                | 2001               | 4 (Gr B)             | -                    | -        |
| FCF Valence                      | -                | 1998               | 5 (Gr B)             | -                    | -        |
| COM Bagneux                      | 1975             | 2003               | 6 (Gr B)             | Stade Omnisports     | -        |
| FCF Lioujas                      | -                | 2002               | 7 (Gr B)             | -                    | -        |
| US Orléans                       | -                | 2000               | 8 (Gr B)             | -                    | -        |
| Celtic de Marseille              | 1970             | 2004               | D3                   | Stade Saint-Menet    | -        |
| VGA Saint-Maur                   | 1968             | 2004               | D3                   | Stade Adolphe-Chéron | -        |

## Compétition

### Classement
Le classement est calculé avec le barème de points suivant : une victoire vaut quatre points, le match nul deux et la défaite un.
Critères utilisés pour départager en cas d'égalité au classement :
1. classement aux points des matchs joués entre les clubs ex æquo ;
2. différence entre les buts marqués et les buts concédés par chacun d’eux au cours des matchs qui les ont opposés ;
3. différence entre les buts marqués et les buts concédés sur la totalité des matchs joués dans le championnat ;
4. plus grand nombre de buts marqués sur la totalité des matchs joués dans le championnat ;
5. en cas de nouvelle égalité, une rencontre supplémentaire aura lieu sur terrain neutre avec, éventuellement, l’épreuve des tirs au but.

Classement du Groupe A
| Rang | Équipe                   | Pts | J  | G  | N | P  | Bp | Bc | Diff |
| ---- | ------------------------ | --- | -- | -- | - | -- | -- | -- | ---- |
| 1    | ESOFV La Roche-sur-Yon R | 61  | 18 | 13 | 4 | 1  | 43 | 11 | +32  |
| 2    | Le Mans UC P             | 56  | 18 | 11 | 5 | 2  | 39 | 19 | +20  |
| 3    | Évreux ACF               | 52  | 18 | 10 | 4 | 4  | 39 | 21 | +18  |
| 4    | Tours FC                 | 51  | 18 | 10 | 3 | 5  | 43 | 20 | +23  |
| 5    | ES Cormelles-le-Royal    | 41  | 18 | 7  | 2 | 9  | 28 | 41 | -13  |
| 6    | Stade quimperois         | 37  | 18 | 6  | 4 | 8  | 34 | 42 | -8   |
| 7    | Limoges LF P             | 36  | 18 | 4  | 6 | 8  | 18 | 21 | -3   |
| 8    | Saint-Herblain OC        | 32  | 18 | 3  | 5 | 10 | 25 | 44 | -19  |
| 9    | AS Montigny              | 31  | 18 | 3  | 4 | 11 | 22 | 37 | -15  |
| 10   | AS Saint-Quentin         | 29  | 18 | 2  | 5 | 11 | 22 | 57 | -35  |

|  | Qualifié pour le tournoi final. |
|  | Relégué en Division 3. |
|  | R Relégué de Division 1 P Promu de Division 3. Pts points ; G victoires ; N match nuls ; P défaites Bp buts marqués ; Bc buts encaissés ; Diff différence de buts |

Classement du Groupe B
| Rang | Équipe                           | Pts | J  | G  | N | P  | Bp | Bc | Diff |
| ---- | -------------------------------- | --- | -- | -- | - | -- | -- | -- | ---- |
| 1    | US Compiègne R                   | 61  | 18 | 14 | 1 | 3  | 37 | 9  | +28  |
| 2    | FCF Monteux                      | 54  | 18 | 11 | 3 | 4  | 36 | 15 | +21  |
| 3    | COM Bagneux                      | 53  | 18 | 11 | 2 | 5  | 32 | 16 | +16  |
| 4    | CS Mars Bischheim                | 52  | 18 | 10 | 4 | 4  | 58 | 22 | +36  |
| 5    | Celtic de Marseille P            | 52  | 18 | 10 | 4 | 4  | 37 | 22 | +15  |
| 6    | Entente Saint-Maurice Yssingeaux | 34  | 18 | 4  | 4 | 10 | 30 | 53 | -23  |
| 7    | VGA Saint-Maur P                 | 32  | 18 | 3  | 5 | 10 | 19 | 44 | -25  |
| 8    | FCF Lioujas                      | 32  | 18 | 3  | 5 | 10 | 15 | 36 | -21  |
| 9    | FCF Valence                      | 27  | 18 | 2  | 6 | 10 | 16 | 43 | -27  |
| 10   | US Orléans                       | 27  | 18 | 2  | 6 | 10 | 20 | 40 | -20  |

|  | Qualifié pour le tournoi final. |
|  | Relégué en Division 3. |
|  | R Relégué de Division 1 P Promu de Division 3. Pts points ; G victoires ; N match nuls ; P défaites Bp buts marqués ; Bc buts encaissés ; Diff différence de buts |

Nota :
1. ↑  Le Stade quimperois a trois points de pénalité pour non-conformité avec le règlement de la FFF.
2. ↑  Le FCF Valence a trois points de pénalité pour non-conformité avec le règlement de la FFF.
3. ↑  L'US Orléans a trois points de pénalité pour non-conformité avec le règlement de la FFF.

### Résultats
Groupe A
Source : Championnat de France de D2 2004-2005 - Groupe A - Calendrier, sur statsfootofeminin.fr
| Résultats (▼dom., ►ext.)                                   | Cor | Évr | RsY | Man | Lim | Mon | Qui | S-H | S-Q | Tou |
| ES Cormelles-le-Royal                                      |     | 1-5 | 2-1 | 0-2 | 0-2 | 1-0 | 1-4 | 3-1 | 4-2 | 0-3 |
| Évreux ACF                                                 | 4-2 |     | 1-1 | 1-1 | 0-0 | 2-0 | 3-1 | 1-3 | 5-0 | 2-0 |
| ESOFV La Roche-sur-Yon                                     | 3-0 | 3-0 |     | 0-0 | 2-0 | 2-0 | 2-2 | 6-0 | 5-1 | 2-1 |
| Le Mans UC                                                 | 2-2 | 2-1 | 3-4 |     | 1-0 | 1-0 | 6-0 | 2-1 | 1-1 | 2-1 |
| Limoges LF                                                 | 2-1 | 1-2 | 0-1 | 1-3 |     | 0-0 | 1-1 | 2-0 | 1-1 | 1-1 |
| AS Montigny                                                | 2-2 | 0-3 | 0-2 | 0-4 | 1-0 |     | 1-1 | 2-0 | 2-2 | 2-3 |
| Stade quimperois                                           | 2-4 | 0-3 | 1-4 | 1-3 | 2-1 | 6-4 |     | 5-2 | 3-0 | 0-2 |
| Saint-Herblain OC                                          | 1-3 | 1-1 | 0-3 | 2-2 | 2-2 | 3-2 | 2-2 |     | 5-0 | 0-5 |
| AS Saint-Quentin                                           | 1-2 | 2-4 | 0-0 | 1-4 | 2-4 | 0-4 | 2-1 | 3-2 |     | 2-2 |
| Tours FC                                                   | 4-0 | 3-1 | 0-2 | 3-0 | 1-0 | 5-2 | 1-2 | 0-0 | 8-2 |     |
| - Victoire à domicile - Match nul - Victoire à l'extérieur |     |     |     |     |     |     |     |     |     |     |

Groupe B
Source : Championnat de France de D2 2004-2005 - Groupe B - Calendrier, sur statsfootofeminin.fr
| Résultats (▼dom., ►ext.)                                   | Bag  | Bis | Com | Lio | Mar | Mon | Orl | S-M | Yss | Val |
| COM Bagneux                                                |      | 2-0 | 0-1 | 0-1 | 2-0 | 1-0 | 2-1 | 3-1 | 3-1 | 1-0 |
| CS Mars Bischheim                                          | 3-0  |     | 0-1 | 1-1 | 6-2 | 1-2 | 5-1 | 2-2 | 9-1 | 6-0 |
| US Compiègne                                               | 3-1  | 0-1 |     | 2-1 | 0-2 | 0-1 | 0-0 | 5-0 | 5-0 | 2-0 |
| FCF Lioujas                                                | 0-2  | 2-2 | 0-2 |     | 1-6 | 0-2 | 1-1 | 2-1 | 0-4 | 2-0 |
| Celtic de Marseille                                        | 2-0  | 2-2 | 0-1 | 2-0 |     | 1-3 | 3-1 | 0-0 | 1-1 | 2-1 |
| FCF Monteux                                                | 1-2  | 4-0 | 0-2 | 0-0 | 2-3 |     | 3-1 | 5-1 | 1-0 | 2-0 |
| US Orléans                                                 | 1-1  | 0-5 | 0-2 | 2-1 | 0-1 | 0-6 |     | 2-2 | 7-2 | 1-3 |
| VGA Saint-Maur                                             | 0-10 | 0-2 | 1-3 | 5-1 | 1-3 | 0-1 | 0-0 |     | 2-2 | 1-0 |
| Entente Saint-Maurice Yssingeaux                           | 0-1  | 2-7 | 1-3 | 3-1 | 0-6 | 2-2 | 2-1 | 0-1 |     | 7-1 |
| FCF Valence                                                | 1-1  | 0-6 | 1-5 | 1-1 | 1-1 | 1-1 | 1-1 | 3-1 | 2-2 |     |
| - Victoire à domicile - Match nul - Victoire à l'extérieur |      |     |     |     |     |     |     |     |     |     |

### Tournoi final
Le tournoi final du championnat oppose les deux meilleures équipes de chaque groupe lors d'un mini-tournoi à quatre. Les équipes affrontent une seule fois leurs trois adversaires selon un calendrier tiré aléatoirement.
Le classement est calculé avec le barème de points suivant : une victoire vaut quatre points, le match nul deux et la défaite un. Un bonus de deux points a été attribué aux deux équipes ayant terminé première de leur groupe.
Critères de départage en cas d'égalité au classement :
1. classement aux points des matchs joués entre les clubs ex æquo ;
2. différence entre les buts marqués et les buts concédés par chacun d’eux au cours des matchs qui les ont opposés ;
3. différence entre les buts marqués et les buts concédés sur la totalité des matchs joués dans le championnat ;
4. plus grand nombre de buts marqués sur la totalité des matchs joués dans le championnat ;
5. en cas de nouvelle égalité, une rencontre supplémentaire aura lieu sur terrain neutre avec, éventuellement, l’épreuve des tirs au but.

Classement
| Rang | Équipe                   | Pts | J | G | N | P | Bp | Bc | Diff |
| ---- | ------------------------ | --- | - | - | - | - | -- | -- | ---- |
| 1    | US Compiègne R           | 12  | 3 | 2 | 1 | 0 | 5  | 1  | +4   |
| 2    | ESOFV La Roche-sur-Yon R | 12  | 3 | 2 | 1 | 0 | 4  | 0  | +4   |
| 3    | FCF Monteux              | 6   | 3 | 1 | 0 | 2 | 2  | 4  | -2   |
| 4    | Le Mans UC P             | 3   | 3 | 0 | 0 | 3 | 1  | 7  | -6   |

|  | Promu en Division 1. |
|  | R Relégué de Division 1. P Promu de Division 3. Pts points ; G victoires ; N match nuls ; P défaites Bp buts marqués ; Bc buts encaissés ; Diff différence de buts |

Résultats
| 1re journée | 1re journée            | 1re journée | 1re journée            |
| Date        | Club                   | Score       | Club                   |
| ----------- | ---------------------- | ----------- | ---------------------- |
| 22/05/2005  | US Compiègne           | 3-0         | FCF Monteux            |
| 22/05/2005  | ESOFV La Roche-sur-Yon | 3-0         | Le Mans UC             |
| 2e journée  |                        |             |                        |
| Date        | Club                   | Score       | Club                   |
| 29/05/2005  | ESOFV La Roche-sur-Yon | 0-0         | US Compiègne           |
| 29/05/2005  | Le Mans UC             | 0-2         | FCF Monteux            |
| 3e journée  |                        |             |                        |
| Date        | Club                   | Score       | Club                   |
| 05/06/2005  | US Compiègne           | 2-1         | Le Mans UC             |
| 05/06/2005  | FCF Monteux            | 0-1         | ESOFV La Roche-sur-Yon |

## Bilan de la saison
| Championnat de France féminin de football de deuxième division 2004-2005 |                          |
| Champion                                                                 | US Compiègne (1er titre) |
| Promotions et relégations                                                |                          |
| Promus en Division 1                                                     | ESOFV La Roche-sur-Yon   |
| Promus en Division 1                                                     | US Compiègne             |
| Relégués en Division 2                                                   | FCF Condéen              |
| Relégués en Division 2                                                   | Stade briochin           |

## Statistiques
Leaders du championnat
Évolution des classements
- Qualifié pour le Tournoi final du championnat.
- Relégué en Division 3.

| Club                   | 1  | 2  | 3  | 4  | 5  | 6  | 7  | 8  | 9  | 10 | 11 | 12 | 13 | 14 | 15 | 16 | 17 | 18 |
| ---------------------- | -- | -- | -- | -- | -- | -- | -- | -- | -- | -- | -- | -- | -- | -- | -- | -- | -- | -- |
| ES Cormelles-le-Royal  | 10 | 5  | 7  | 6  | 7  | 5  | 5  | 6  | 6  | 6  | 6  | 7  | 7  | 7  | 7  | 5  | 5  | 5  |
| Évreux ACF             | 1  | 1  | 1  | 1  | 1  | 1  | 3  | 3  | 2  | 2  | 2  | 2  | 3  | 3  | 3  | 3  | 3  | 3  |
| ESOFV La Roche-sur-Yon | 4  | 3  | 2  | 4  | 3  | 3  | 1  | 1  | 1  | 1  | 1  | 1  | 1  | 1  | 1  | 1  | 1  | 1  |
| Le Mans UC             | 5  | 8  | 5  | 7  | 4  | 4  | 4  | 4  | 4  | 3  | 3  | 3  | 2  | 2  | 2  | 2  | 2  | 2  |
| Limoges LF             | 6  | 6  | 4  | 3  | 5  | 6  | 7  | 7  | 7  | 7  | 7  | 6  | 6  | 6  | 6  | 7  | 7  | 7  |
| AS Montigny            | 9  | 10 | 10 | 10 | 8  | 9  | 9  | 8  | 8  | 8  | 8  | 8  | 10 | 9  | 8  | 8  | 8  | 9  |
| Stade quimpérois       | 7  | 9  | 6  | 5  | 6  | 7  | 6  | 5  | 5  | 4  | 5  | 5  | 5  | 5  | 5  | 6  | 6  | 6  |
| Saint-Herblain OC      | 8  | 7  | 9  | 9  | 10 | 10 | 10 | 10 | 10 | 10 | 10 | 10 | 8  | 8  | 9  | 9  | 9  | 8  |
| AS Saint-Quentin       | 3  | 4  | 8  | 8  | 9  | 8  | 8  | 9  | 9  | 9  | 9  | 9  | 9  | 10 | 10 | 10 | 10 | 10 |
| Tours FC               | 2  | 2  | 3  | 2  | 2  | 2  | 2  | 2  | 3  | 5  | 4  | 4  | 4  | 4  | 4  | 4  | 4  | 4  |

| Club                             | 1  | 2  | 3  | 4  | 5  | 6  | 7  | 8  | 9  | 10 | 11 | 12 | 13 | 14 | 15 | 16 | 17 | 18 |
| -------------------------------- | -- | -- | -- | -- | -- | -- | -- | -- | -- | -- | -- | -- | -- | -- | -- | -- | -- | -- |
| COM Bagneux                      | 3  | 2  | 2  | 2  | 2  | 4  | 4  | 5  | 5  | 5  | 5  | 5  | 5  | 5  | 5  | 4  | 5  | 5  |
| CS Mars Bischheim                | 4  | 3  | 5  | 6  | 5  | 5  | 5  | 4  | 4  | 3  | 4  | 4  | 4  | 3  | 3  | 5  | 4  | 3  |
| US Compiègne                     | 2  | 1  | 1  | 1  | 1  | 1  | 2  | 1  | 1  | 1  | 1  | 1  | 1  | 1  | 1  | 1  | 1  | 1  |
| FCF Lioujas                      | 9  | 9  | 9  | 10 | 10 | 10 | 10 | 10 | 10 | 10 | 9  | 10 | 9  | 9  | 9  | 9  | 8  | 8  |
| Celtic de Marseille              | 5  | 7  | 6  | 4  | 4  | 3  | 3  | 2  | 3  | 2  | 2  | 2  | 2  | 2  | 4  | 3  | 3  | 4  |
| FCF Monteux                      | 8  | 5  | 3  | 3  | 3  | 2  | 1  | 3  | 2  | 4  | 3  | 3  | 3  | 4  | 2  | 2  | 2  | 2  |
| US Orléans                       | 6  | 4  | 7  | 7  | 7  | 7  | 7  | 8  | 8  | 8  | 7  | 7  | 7  | 7  | 8  | 8  | 9  | 9  |
| VGA Saint-Maur                   | 7  | 8  | 8  | 9  | 9  | 8  | 6  | 6  | 6  | 6  | 6  | 6  | 6  | 6  | 6  | 7  | 7  | 7  |
| Entente Saint-Maurice Yssingeaux | 1  | 6  | 4  | 5  | 6  | 6  | 8  | 7  | 7  | 7  | 8  | 8  | 8  | 8  | 7  | 6  | 6  | 6  |
| FCF Valence                      | 10 | 10 | 10 | 8  | 8  | 9  | 9  | 9  | 9  | 9  | 10 | 9  | 10 | 10 | 10 | 10 | 10 | 10 |

Moyennes de buts marqués par journée
Ce graphique représente le nombre de buts marqués lors de chaque journée pour le groupe A. Il est également indiqué la moyenne total sur la saison qui est de 17,38 buts/journée.
Ce graphique représente le nombre de buts marqués lors de chaque journée pour le groupe B. Il est également indiqué la moyenne total sur la saison qui est de 16,66 buts/journée.